# Конгрегационалистская система
Конгрегационалистская система — форма организации управления христианской церковью, в основу которой положен принцип независимости каждой поместной общины верующих (конгрегации) от светских или церковных властей и полная их самостоятельность.
Конгрегационалистская система церковного управления используется в различных протестантских конфессиях. В России, в частности, самыми крупными конфессиями с этой формой церковного устройства являются пятидесятники и евангельские христиане-баптисты.

## Принципы церковного устройства
Опираясь на идею присутствия Христа в любом собрании верующих, противники епископальной и пресвитерианской (синодальной) форм правления объявили каждую местную общину (конгрегацию) не зависящей в делах веры от государственных или церковных властей. Внутри самой конгрегации исключаются иерархические отношения между служителями и прочими членами церкви — они различаются лишь исполняемыми функциями. Данная форма церковного правления признаёт также равенство всех рукоположенных служителей.
Каждая конгрегация автономна, своим главой считает непосредственно Иисуса Христа и сама для себя определяет формы поклонения и Символ веры, выбирает служителей, пастора, принимает и исключает членов, не признавая над собой верховенства пресвитерия, как у пресвитериан.
Вместе с тем каждая конкретная конгрегационалистская община согласовывает свои религиозные верования и формы поклонения с другими общинами. Призывая к возрождению раннехристианского строя религиозной жизни, конгрегационалисты первоначально полностью отвергали церковную иерархию, хотя впоследствии для унификации церковной жизни был выработан некий аналог церковной власти. Конгрегационалистами могут считаться кальвинисты, придерживавшиеся «Савойского вероисповедания» (1658), составленного по образцу пресвитерианского «Вестминстерского вероисповедания», но с заменой пресвитерианского церковного устройства конгрегационалистским.